# Супрематизм

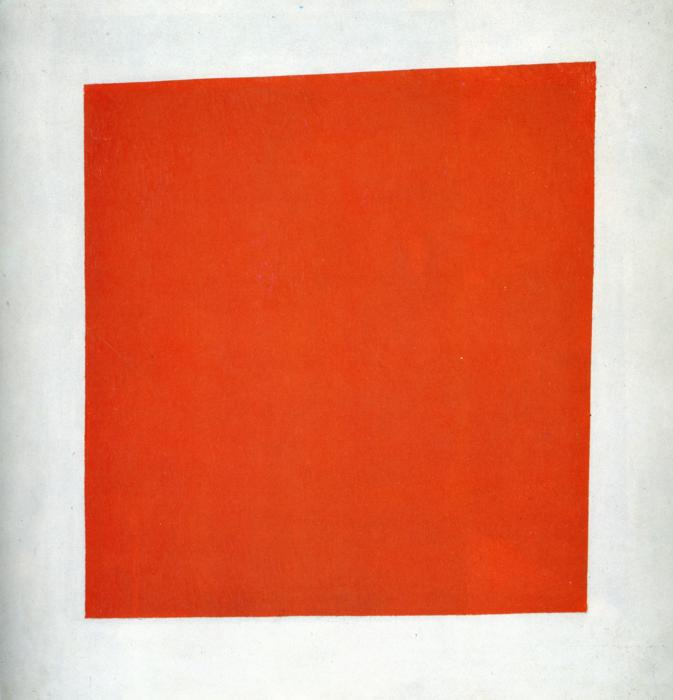
Червоний квадрат Казиміра Малевича

Супремати́зм (від лат. supremus — найвищий) — напрям авангардного мистецтва, безпредметність, абстрактний геометризм, що виник на початку XX століття. Зачинателем вважається Казимир Малевич. Напрям вийшов від кубізму і футуризму, він знайшов застосування в урбаністиці, плакаті і графіці.
В Україні супрематизм пропагувала «Нова ґенерація» (Василь Єрмілов й інші). На Галичині він відбився у деяких творах Павла Ковжуна (екслібрис Святослава Гординського).
Супрематизм, за Малевичем, — це остаточний розрив живопису із зображенням реального світу. На думку митця, усі зусилля потрібно зосередити на кольорі, формі, фактурі, русі. «Коли зникне звичка бачити в картинах куточки природи, мадонн та безсоромних венер, тоді тільки побачимо чисто живописний витвір» — писав художник в одному із своїх маніфестів. «Чорний квадрат» був символом кінця старого предметно-натурального і першим кроком до нового мистецтва. «Розфарбована площина, — писав художник про свою картину, — є найелементарнішою формою виразу чистого кольору, вивільненого від тиску предметів». Більшовицьку революцію К. Малевич, як і більшість модерністів, зустрів із захопленням, сподіваючись, що великий соціальний експеримент приведе до оновлення мистецтва у всесвітньому масштабі. Художник виступив з програмою супрематизму і оформив її у книзі «Світ без предметів» (нім. мовою, 1928).
Супрематизм Малевича розвивався кількома стадіями. Спочатку митець творив у стилі супрематичного живопису, портрету. Сюди відносять картини із сільського життя, серію робіт, присвячених голодомору 1932-33 тощо.
Власне супрематизм як такий з'являється 1915 року: на Останній футуристичній виставці картин «0,10» (нуль-десять), що відкрилася 17 грудня в приміщенні Художнього бюро Надії Добичиної, було представлено «Чорний квадрат», «Чотири квадрата» та інші роботи. Спеціально до цієї події Малевич підготував вихід своєї першої брошури «Від кубізму до супрематизму», у якій визначає, що супрематизм характеризується регулярними геометричними фігурами, написаними чистими локальними кольорами й зануреними у трансцендентну (незбагненну) білу безодню. Фоном для супрематичних композицій завжди є білий колір. Усі вони мають широкі, розгорнуті назви: «Живописний реалізм футболіста — Барвисті маси в 4-му вимірі», «Живописний реалізм селянки у 2-х вимірах» (перша назва Червоного квадрата).
Гарним прикладом стилю супрематизму є картина Малевича «Супрематизм (з вісьмома прямокутниками)».
Останньою стадією супрематизму Малевича вважається Біле на білому — середина 1918 року.
Проте найвизначнішим супрематичним шедевром світ визнав «Чорний квадрат». Його поява була сенсацією, свого роду експериментом нового мистецтва. На цьому полотні ми бачимо ідеальну статику (тільки вертикальні та горизонтальні лінії) та абсолютний контраст (чорне + біле). Кожен знаходить у квадраті щось своє. Хтось бачить у ньому безодню, хтось — Усесвіт. Для когось це є поєднанням усіх існуючих кольорів, а для когось іншого — повна відсутність кольору…